# Biała Dolna
Biała Dolna – część wsi Biała w Polsce położona w województwie śląskim, w powiecie kłobuckim, w gminie Kłobuck.
Dawniej samodzielna wieś, była siedzibą sołectwa Biała, w którego skład wchodziła również miejscowość Biała Górna.
Wieś królewska Biała Mała, położona była w drugiej połowie XVI wieku w powiecie lelowskim województwa krakowskiego, jej tenutariuszem był w 1595 roku Baltazar Zygmunt Trepka.. W latach 1975–1998 miejscowość administracyjnie należała do województwa częstochowskiego.
Przez Białą przepływa Białka, niewielka rzeka dorzecza Warty.
Współcześnie wsie Biała Górna i Biała Dolna stanowią jedną miejscowość. Historyczny podział został zachowany w ewidencji gruntów (obręby geodezyjne).